# Receptores leucocitarios tipo inmunoglobulina (LILR)
Los Receptores leucocitarios tipo inmunoglobulina (LILR) también conocidos como ILTs, LIRs y CD85, son una familia de receptores que se encuentran situados en la superficie exterior de varios tipos de células, incluyendo linfocitos T, células NK, monocitos, macrófagos, células dendríticas y algunos de ellos en linfocitos B y granulocitos. Poseen funciones activadoras e inhibitoriasen. Se encuentran codificados por 13 genes localizados en el cromosoma 19q13.4
| Receptor | Nombres alternativos             |
| -------- | -------------------------------- |
| LILRA1   | LILR6, CD85i                     |
| LILRA2   | ILT1, LILR7, CD85h               |
| LILRA3   | ILT6, LILR4, CD85e               |
| LILRA4   | CD85g, ILT7                      |
| LILRA5   | CD85, CD85f, ILT11, LIR9, LILRB7 |
| LILRA6   | CD85b, ILT8, LILRB6              |
| LILRB1   | ILT2, LILR1, CD85j               |
| LILRB2   | ILT4, LILR2, CD85d               |
| LILRB3   | ILT5, LILR3, CD85a               |
| LILRB4   | ILT3, LILR5, CD85k               |
| LILRB5   | LILR8, CD85c                     |
| ILT7     | CD85g                            |
| ILT8     | CD85b                            |
| ILT9     | CD85b                            |
| ILT10    | CD85m                            |
| ILT11    | LILR9, CD85f                     |

## Estructura y clasificación
Estos receptores pueden tener dos o cuatro dominios extracelulares tipo inmunoglubulinas y de acuerdo a su estructura se distinguen tres grupos:
- Receptores con una región citoplasmática larga que presentan motivos ITIMs (LILRB1, LILRB2, LILRB3, LILRB4, LILRB5), reclutan la tirosinfosfatasa SHP-1 y ejercen una función inhibidora.
- Receptores con una cola citoplasmática corta, sin motivos ITIMs y con un residuo de Arginina en su región transmembrana (LILRA1, LILRA2, ILT7 e ILT8) que se asocia con la cadena ϒ del receptor FcƐ tipo I (FcƐRIϒ), que contiene ITAMs y transmite una señal positiva.
- Receptores sin región transmembrana que corresponde a una molécula soluble (LILRA3).

Algunos miembros de los LILRs reconocen a moléculas MHC clase I. De éstos, los receptores inhibidores LILRB1 y LILRB2 presentan una amplia especificidad para moléculas MCH-I tanto clásicas como no clásicas con una unión preferencial a la molécula β2-microglobulina. En cambio, los receptores activadores LILRA1 y LILRA3 se unen a las cadenas pesadas de las moléculas MCH-I libres de β2-microglobulina, en particular, a los alelos de HLA-C 3.